# Опа Санганте
Опа Санганте (фр. Opa Sanganté, нар. 1 лютого 1991) — французький футболіст, півзахисник французького клубу «Шатору» і національної збірної Гвінеї-Бісау.

## Клубна кар'єра
Народився 1991 року в Сенегалі в родині вихідців із Гвінеї-Бісау. У шестирічному віці перебрався з родиною до Франції, де почав займатися футболом.
У дорослому футболі дебютував 2013 року виступами за команду «Бове Уаз», в якій провів два з половиною сезони, взявши участь у 55 матчах на рівні Аматорського чемпіонату Франції.
Сезон 2015/16 року провів у складі «Шамблі», після чого перейшов до «Шатору». За результатами першого ж сезону 2016/17 у новій команді допоміг їй здобути підвищення в класі до Ліги 2, на рівні якої провів наступні чотири сезони.

## Виступи за збірну
2020 року погодився на рівні національних збірних захищати кольори своєї історичної батьківщини і дебютував в офіційних матчах у складі національної збірної Гвінеї-Бісау.
У складі збірної був учасником Кубка африканських націй 2021 року, що проходив на початку 2022 року в Камеруні.